# XII. Mediteranske igre – Languedoc-Roussillon 1993.
12. Mediteranske igre su bile održane u Languedoc-Roussillonu u Francuskoj.
Sudjelovalo je 19 država koje su se natjecale u 24 sportskih disciplina.
Ovaj sportski događaj je trajao od 16. lipnja do 27. lipnja 1993.

## Tablica odličja
Ljestvica je napravljena prema broju osvojenih zlatnih, srebrnih i brončanih odličja. Kriterij je bio: više osvojenih zlatnih odličja nosi i više mjesto na ljestvici, a u slučaju istog broja, gleda se broj osvojenih srebrnih odličja, a u slučaju istog broja tih odličja, gleda se broj osvojenih brončanih odličja. U slučaju da je i tada isti broj, poredak je prema abecednom redu. Ovaj sustav primjenjuju Međunarodni olimpijski odbor, IAAF i BBC.

Podebljanim slovima i znamenkama je označen domaćinov rezultat na ovim Mediteranskim igrama.
| Mediteranske igre 1993. |            |       |        |        |       |
| Mj.                     | Država     | Zlato | Srebro | Bronca | Zbroj |
| 1.                      | Francuska  | 84    | 54     | 57     | 195   |
| 2.                      | Italija    | 38    | 45     | 43     | 126   |
| 3.                      | Turska     | 34    | 20     | 10     | 64    |
| 4.                      | Grčka      | 17    | 25     | 24     | 66    |
| 5.                      | Španjolska | 14    | 41     | 33     | 88    |
| 6.                      | Hrvatska   | 9     | 6      | 19     | 34    |
| 7.                      | Maroko     | 7     | 7      | 13     | 27    |
| 8.                      | Alžir      | 5     | 6      | 11     | 22    |
| 9.                      | Slovenija  | 5     | 6      | 8      | 19    |
| 10.                     | Egipat     | 4     | 9      | 16     | 25    |
| 11.                     | Sirija     | 4     | 2      | 5      | 11    |
| 12.                     | BiH        | 2     | 0      | 1      | 3     |
| 13.                     | Tunis      | 1     | 1      | 8      | 10    |
| 14.                     | Albanija   | 0     | 2      | 0      | 2     |
| 15.                     | Cipar      | 0     | 1      | 2      | 3     |
| 16.                     | San Marino | 0     | 1      | 0      | 1     |
| 17.                     | Malta      | 0     | 0      | 1      | 1     |
|                         | UKUPNO     |       |        |        |       |

## Vanjske poveznice
- HTV sport  Arhivirana inačica izvorne stranice od 30. rujna 2007. (Wayback Machine) Povijest Mediteranskih igara
- HOO  Arhivirana inačica izvorne stranice od 5. kolovoza 2007. (Wayback Machine) Povijest na HOO-u
- Međunarodni odbor za Mediteranske igre  Arhivirana inačica izvorne stranice od 3. veljače 2007. (Wayback Machine)
- Atletski rezultati na gbrathletics.com
- SOO  Arhivirana inačica izvorne stranice od 27. rujna 2007. (Wayback Machine)